# Moshe Wolman
Moshe Wolman (Varsavia, 10 novembre 1914 – Israele, 5 settembre 2009) è stato un medico israeliano, considerato uno dei pionieri dell'istochimica e noto per aver descritto nel 1954 la malattia di Wolman che prese il suo nome.

## Biografia
Moshe Wolman nacque nel 1914 a Varsavia, in Polonia. All'età di 11 anni emigrò nel 1925 con i suoi genitori (Yehuda Leib Wolman e Leah nata Cukier) nell'allora Mandato britannico della Palestina. Crebbe a Tel Aviv e si diplomò al prestigioso Herzliya Gymnasium (scuola secondaria accademica). Studiò medicina in Italia (Firenze 1932-1935 e Roma, 1935-1938). Ritornò quindi in Israele per insegnare dal 1964 all'Università di Tel Aviv.

## Carriera medica
Dal 1938 al 1940, lavorò presso il Cancer Research Institute dell'Università Ebraica e fece la specializzazione presso il dipartimento di Medicina Interna dell'Ospedale Hadassah. Negli anni '40, si arruolò volontario nell'esercito britannico e si unì alla 101a Missione Militare (la famosa Gideon Force of Orde Wingate). Fu coinvolto nell'operazione del 1941 che riportò l'imperatore Haile Selassie nell'Etiopia occupata e fu responsabile di un reparto medico e di un laboratorio clinico presso l'Ospedale Menelik di Addis Abeba nel 1941-1944. Nel 1944, fu assegnato al Laboratorio di Patologia Centrale delle Forze del Medio Oriente situato al Cairo, in Egitto. Nel 1945 fu nominato capo del Laboratorio di Patologia del 27° Ospedale Generale di Tel-El-Kabir, in Egitto.
Dopo il suo congedo dall'esercito nel 1946, Wolman si unì al dipartimento di Patologia dell'Ospedale Hadassah di Gerusalemme e fu coinvolto nella ricerca istochimica. Insegnò alla neonata Facoltà di Medicina dell'Università Ebraica. In questo periodo, studiò il significato chimico del metodo di colorazione con acido periodico di Schiff (PAS) e dimostrò che il metodo non è specifico per i carboidrati come si pensava all'epoca, ma colora anche i lipidi.
Nel 1951 la sua ricerca includeva l'istochimica dei corpi di inclusione virali e non virali e continuò a studiare fissativi chimici e tecniche di fissazione. Dimostrò che proteoglicani e polisaccaridi con diversi valori di pK nei loro gruppi terminali possono essere colorati in modo diverso, il che portò allo sviluppo della procedura Bi-Col (Wolman, 1956). In effetti, i progressi nella nostra comprensione della natura chimica della sostanza fondamentale rimasero ampiamente trascurati per una generazione.
Wolman ha anche studiato i fattori chimici alla base di varie procedure di impregnazione per il sistema nervoso. È stato anche coinvolto nella ricerca sulla demielinizzazione delle guaine dei nervi periferici e ha anche dimostrato che la colorazione con osmio nero alla microscopia ottica e la sua densità elettronica per la microscopia elettronica, appare prima nei carboidrati prima di colorare i lipidi insaturi. Ha anche dimostrato la presenza di una frazione contenente carboidrati nella mielina (in seguito dimostrata da altri come diversi proteoglicani ) e la sua importanza nella degradazione della mielina. La sua ricerca si è concentrata sull'ossidazione dei lipidi, sulla formazione di perossidi lipidici, sulla loro polimerizzazione e sulla patogenesi e natura dei pigmenti lipidici.
Nel 1959, Wolman fu nominato capo del Dipartimento di Patologia del Tel Hashomer Government Hospital (in seguito rinominato Chaim Sheba Medical Center). Continuò a studiare la demielinizzazione dei nervi periferici e le strutture delle membrane. Utilizzando metodi istochimici enzimatici, lui e i suoi colleghi riuscirono a dimostrare che i cambiamenti nelle concentrazioni di ioni possono indurre cambiamenti di fase nelle membrane cellulari. Un altro studio si occupò della sostanza (o delle sostanze) chiamata amiloide (Wolman 1971).
La comprensione della chimica coinvolta nelle tecniche istologiche ha permesso a Moshe Wolman negli anni '50 di determinare che la malattia da accumulo, che in seguito prese il suo nome, nota come deficit di lipasi acida lisosomiale o malattia di Wolman, è causata dall'accumulo nelle cellule di una miscela di colesterolo e trigliceridi e differisce sostanzialmente dalla malattia di Niemann-Pick. (Wolman, 1989).
Wolman formulò la teoria e l'uso della microscopia a polarizzazione nella patologia di routine e nella ricerca molecolare diagnostica. Fu uno dei primi a riconoscere che la microscopia a luce polarizzata è uno strumento potente, che consente la rilevazione di strutture che altrimenti sarebbero ottenute solo con grande difficoltà (Wolman, 1970).
Nel 1964, Wolman fu nominato professore ordinario e capo del Dipartimento di Patologia presso la neonata Facoltà di Medicina della Tel Aviv University. Nel 1967, fu anche nominato presidente del Dipartimento di Biologia Cellulare e Istologia.
Wolman è autore di oltre 200 pubblicazioni e contributi a libri. Nel corso degli anni, ha contribuito a capitoli di molti libri di testo e ha fatto parte di numerosi comitati editoriali, tra cui Histochemie .
Era profondamente interessato alle questioni educative ed etiche. Ha pubblicato un libro su etica e demagogia e ha ricoperto la carica di presidente del comitato etico dell'Israel Medical Association. Era interessato alle questioni degli errori medici e ha pubblicato un libro sull'argomento insieme alla figlia, Ruth Manor, "Doctor's Errors and Mistakes of Medicine: Must Health Care Deteriorate?" (2004). 

## Vita privata
Nel 1939 sposò Brigitte "Bigi" Koebbel con la quale ebbe quattro figli: il regista Dan Wolman, la filosofa Ruth Manor (1944-2005), la psichiatra Naomi Oren e il compositore Amnon Wolman.